# Mohammed Soudani
Mohammed Soudani (in arabo محمد سوداني‎?, Muhamad Alsudani; El Asnam, 1949) è un direttore della fotografia, regista cinematografico e sceneggiatore algerino naturalizzato svizzero.

## Biografia
Nato nell'allora Algeria francese nel 1949 da una famiglia originaria del Sudan, dal 1971 vive a Locarno dopo esser giunto come calciatore in un torneo tra televisioni europee e maghrebine. Studia all'IDHEC (Institut des Hautes Etudes Cinematographiques) di Parigi. Nel 1980 va a studiare negli Stati Uniti. Lavora in seguito come produttore e direttore della fotografia per il Radio Télévision Suisse e per altre compagnie di produzione audiovisiva. Si afferma come direttore della fotografia a livello internazionale e realizza come regista numerosi documentari e alcune fiction, inoltre collabora con la Radiotelevisione svizzera di lingua italiana. Nel 1998 vince lo Swiss Film Prize con il documentario Les Diseurs d'histoires.

## Filmografia

### Direttore della fotografia

#### Cinema
- Les Guérisseurs, regia di Sidiki Bakaba (1988)
- Le dernier voyage, regia di Jean-Marie Teno - cortometraggio (1990)
- Waalo Fendo - Dove la terra gela (Waalo Fendo - Là où la terre gèle), regia di Mohammed Soudani (1997)
- Les diseurs d'histoires, regia di Mohammed Soudani - documentario (1998)
- Adanggaman, regia di Roger Gnoan M'Bala (2000)
- Nocaut, regia di Stefano Knuchel e Ivan Nurchis (2004)
- Il Bonus, regia di Antonio Vergamini - cortometraggio (2006)
- Ils se sont tus, regia di Khaled Benaïssa - cortometraggio (2008)

#### Televisione
- L'oro nel camino, regia di Nelo Risi - film TV (1983)
- Ciboulette, regia di Pierre Jourdan - film TV (1986)

- Due assi per un turbo - serie TV, episodi 1x10-1x12 (1988)
- Zanzibar - serie TV (1987)

### Regista
- Waalo Fendo - Dove la terra gela (Waalo Fendo - Là où la terre gèle) (1997)
- Les diseurs d'histoires - documentario (1998)
- Guerre sans images. Algerie, je sais que tu sais - documentario (2002)
- Kart 26 - cortometraggio (2003)[2]
- Photosuisse - documentario (2005)
- Roulette (2007)
- Taxiphone: El Mektoub (2010)
- Lionel (2010)
- Unbelgiocare - documentario (2011)
- Oro verde (2014)

### Sceneggiatore
- Waalo Fendo - Dove la terra gela (Waalo Fendo - Là où la terre gèle), regia di Mohammed Soudani (1997)
- Les diseurs d'histoires, regia di Mohammed Soudani - documentario (1998)
- Taxiphone: El Mektoub, regia di Mohammed Soudani (2010)
- Lionel, regia di Mohammed Soudani (2010)
- Unbelgiocare, regia di Mohammed Soudani - documentario (2011)
- Oro verde, regia di Mohammed Soudani (2014)